# Netelia bicolor
Netelia bicolor là một loài tò vò trong họ Ichneumonidae.